# Tour de France 1957
Le Tour de France 1957 est la 44e édition du Tour de France, course cycliste qui s'est déroulée du 27 juin au 20 juillet 1957.
La course, organisée par les journaux quotidiens L’Équipe et le Parisien Libéré, est constituée de 23 étapes pour 4 669 km, traverse trois pays, s'élance de Nantes et arrive à Paris.
La compétition est disputée par 120 coureurs, dont seulement 56 parviennent à l'arrivée.
Âgé de seulement 23 ans, le Français Jacques Anquetil remporte son premier Tour de France, pour sa première participation à l'épreuve. Vainqueur de quatre étapes, il devance au classement général le coureur belge Marcel Janssens et l'Autrichien Adolf Christian. L'Italien Gastone Nencini, vainqueur d'une étape de montagne à Pau, remporte le classement du meilleur grimpeur tandis que le classement par points revient au Français Jean Forestier, qui ne remporte pourtant aucune étape au cours de ce Tour.

## Généralités
Douze équipes nationales ou régionales de dix coureurs prennent le départ de Nantes. Aucune n'arrive au complet à Paris.
Les coureurs français remportent 13 victoires d'étapes.
Jacques Anquetil remporte son premier Tour de France. Il n'est âgé que de 23 ans.
Le journaliste Alex Virot et son chauffeur René Wagner trouvent la mort à motocyclette dans la seizième étape vers Ax-les-Thermes, remportée par le Breton Jean Bourlès.

## Parcours
Le départ est donné de Nantes (Loire-Atlantique). C'est la huitième ville à accueillir le départ du Tour de France, et s'engage ainsi à verser la somme de 3 750 000 francs au comité d'organisation.
Le parcours emprunte les routes de quatre pays : la France, la Belgique, la Suisse, et Espagne.
En France, Granville (Manche), Alès (Gard) et Libourne (Gironde), et, à l'étranger Charleroi (Belgique) et Barcelone (Espagne), sont villes-étapes pour la première fois.
Le vélodrome du parc des Princes dans le 16e arrondissement de Paris accueille l'arrivée du Tour comme chaque année de 1905 à 1967.
Ce Tour comporte deux journées de repos pour les coureurs le samedi 6 juillet à Thonon-les-Bains (Haute-Savoie) et le samedi 13 juillet à Barcelone (Espagne).

## Déroulement de la course
Le 25 juin, à deux jours du départ, les coureurs sont présentés au cours d'une soirée de gala organisée au Vélodrome Petit-Breton de Nantes, en présence d'Hugo Koblet, vainqueur du Tour en 1951. Le départ de l'épreuve est donné le jeudi 27 juin par Henry Orrion, maire de la ville, et la veuve de Lucien Petit-Breton, vainqueur du Tour en 1907 et 1908, à la suite d'une minute de silence en l'honneur du coureur belge Stan Ockers, disparu quelques mois plus tôt.
Le peloton se compose de 120 coureurs, répartis en douze équipes de dix coureurs. L'équipe de France est organisée autour de Jacques Anquetil, valeur montante du cyclisme, qui participe à son premier Tour de France. Bien qu'âgé de seulement 23 ans, il dispute déjà sa cinquième saison professionnelle, au cours de laquelle il s'est notamment imposé sur Paris-Nice. Il est entouré du tenant du titre, Roger Walkowiak, et de coureurs confirmés comme Gilbert Bauvin, André Darrigade ou Jean Forestier. Louison Bobet, triple vainqueur entre 1953 et 1955, annonce son forfait après sa défaite dans le Tour d'Italie, poussé vers la sortie face à la génération montante qu'incarne Jacques Anquetil. Parmi les principaux favoris, on trouve l'Italien Gastone Nencini, qui s'est adjugé le Giro quelques semaines plus tôt en devançant Bobet. L'équipe d'Espagne se présente au départ avec les trois premiers de la Vuelta, à savoir le vainqueur Federico Bahamontes, Jesús Loroño et Bernardo Ruiz. L'équipe belge s'appuie sur Jan Adriaensens, Marcel Janssens et Fred De Bruyne, vainqueur au printemps du Tour des Flandres et de Paris-Roubaix. Parmi les équipes régionales, on compte d'anciens vainqueurs d'étapes sur le Tour de France, à l'image de Roger Hassenforder et Jean Dotto.

### 27 juin - 30 juin: de Nantes à Roubaix
Les premières étapes de ce Tour de France sont disputées sous une forte chaleur qui perturbe la progression des coureurs. À l'arrivée de la 1re étape à Granville, ville-étape inédite, André Darrigade l'emporte au sprint devant Miguel Poblet et Joseph Thomin pour apporter à l'équipe de France sa première victoire. L'étape est néanmoins marquée par la chute sans gravité de Jacques Anquetil après 120 kilomètres de course. La seconde étape qui mène les coureurs à Caen connaît de nombreux abandons, dont celui de Charly Gaul, victime d'une insolation. René Privat profite d'une échappée pour gagner l'étape et revêtir le maillot jaune. Ce dernier conforte son avance au classement général à l'issue du contre-la-montre par équipes disputé sur le circuit de la Prairie à Caen. Jacques Anquetil remporte sa première victoire dans le Tour de France l'après-midi même, à Rouen lors de l'étape la plus courte de ce Tour. Les Belges, largement dominés depuis le début de l'épreuve, retrouvent la victoire à Roubaix grâce à une échappée en solitaire de Marcel Janssens.

### 1erjuillet - 4 juillet: Anquetil une première fois en jaune puis distancé

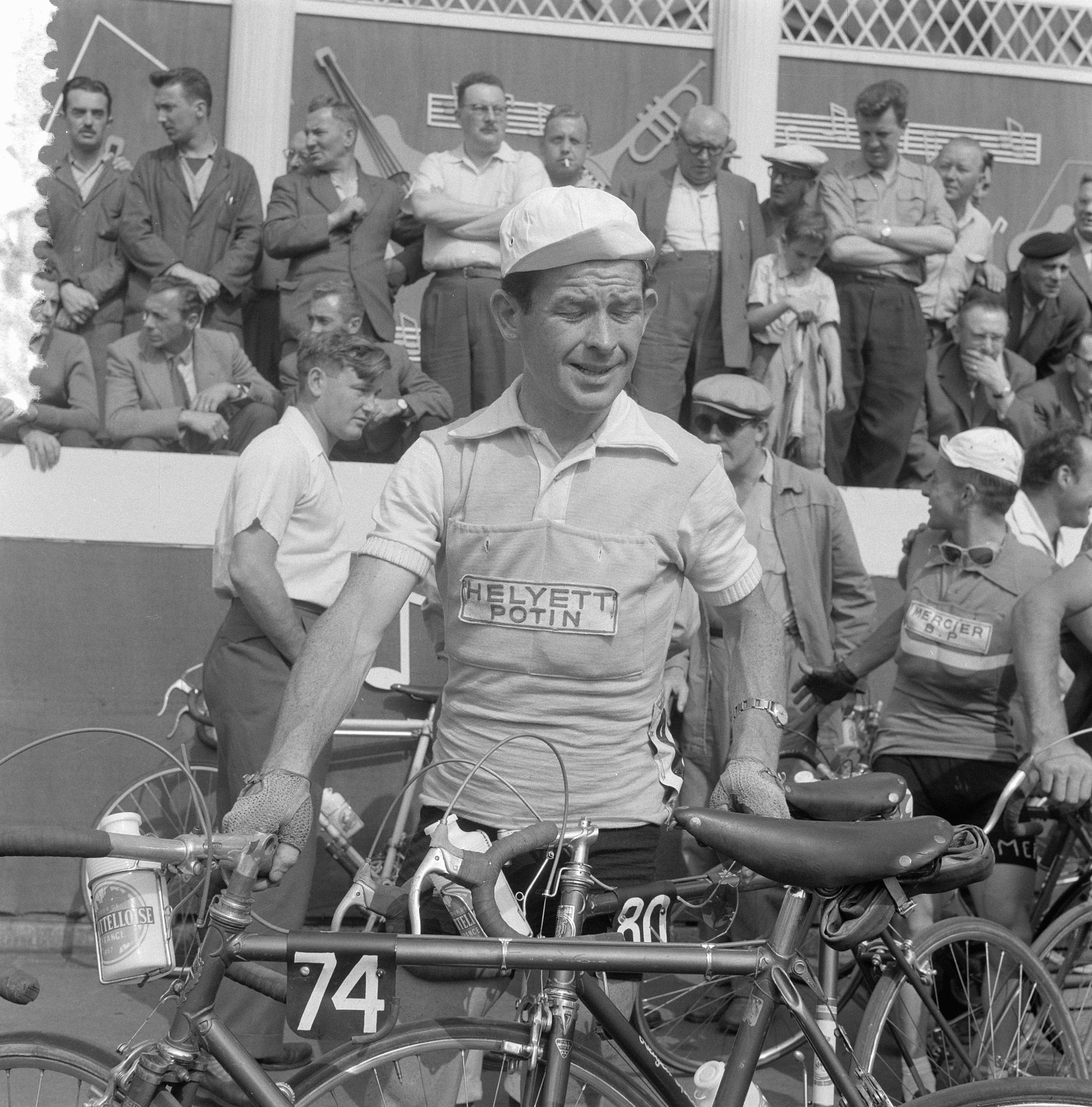
Joseph Thomin à Charleroi.

Le Tour de France franchit la frontière franco-belge pour faire étape à Charleroi. Sous l'impulsion de Gilbert Bauvin, une échappée de cinq coureurs se forme et profite de la fermeture d'un passage à niveau juste devant le peloton pour accroître son avance. Gilbert Bauvin s'impose au sprint tandis que Jacques Anquetil, présent dans l'échappée, s'empare du maillot jaune. Le lendemain, les coureurs de l'équipe de France contrôlent la course et laissent s'échapper un groupe de quatre coureurs accusant déjà beaucoup de retard au classement général. André Trochut, membre de l'équipe Sud-Ouest, gagne l'étape au sprint. Un scénario identique se répète dans l'étape suivante, qui profite à Roger Hassenforder, vainqueur à Colmar, dans sa région natale, de sa sixième victoire d'étape dans le Tour de France. L'équipe de France cède pour la première fois le maillot jaune à une autre équipe : Nicolas Barone, membre de l'équipe Île-de-France et 11e du classement général au début de l'étape, bénéficie de l'avance obtenue par l'échappée pour devancer Jacques Anquetil de 38 secondes. La valse du maillot jaune se poursuit dans l'étape entre Colmar et Besançon, où l'Italien Pierino Baffi s'impose, tandis que le Français Jean Forestier, obtient à son tour le maillot de leader du classement général.

### 5 juillet - 8 juillet: la traversée des Alpes
Jacques Anquetil réalise un coup de force dans la 9e étape entre Besançon et Thonon-les-Bains : il s'extrait du peloton à Morez, alors que huit coureurs sont déjà échappés. Il rejoint les hommes de tête, puis assure de puissants relais dans la montée du col de la Faucille avant de s'imposer au sprint sur la ligne d'arrivée. Cette deuxième victoire d'étape sur ce Tour de France lui permet de se replacer à la 2e place du classement général à moins de trois minutes de Jean Forestier. Dans cette même étape, l'espagnol Federico Bahamontes, victime de la chaleur et d'une mésentente avec son directeur sportif, abandonne sur le bord de la route. C'est le deuxième favori du Tour, après Charly Gaul, à se retirer.
Dans l'étape suivante, Jacques Anquetil subit une crevaison dans le col de Tamié, puis s'arrête entre Saint-Jean-de-Maurienne et Saint-Michel-de-Maurienne pour réparer son dérailleur. Il aborde ainsi l'ascension du col du Télégraphe en queue de peloton, avec cinq minutes de retard sur les premiers. Bien qu'il lui soit impossible de rattraper l'Italien Gastone Nencini, vainqueur à Briançon, il s'empare toutefois du maillot jaune alors que Jean Forestier cède près de huit minutes. Il accroît son avance le lendemain, alors que son coéquipier René Privat s'impose à Cannes pour remporter son deuxième succès sur ce Tour.

### 9 juillet - 13 juillet: de Cannes à Barcelone
L'équipe de France obtient une nouvelle victoire par l'intermédiaire de Jean Stablinski. Après avoir distancé Henry Anglade dans l'ascension du Mont Faron et s'impose à Marseille avec 12 minutes d'avance sur ses proches poursuivants. Bien qu'en surnombre dans l'échappée qui s'illustre lors de l'étape suivante, les coureurs français sont surpris au sprint par l'Italien Nino Defilippis, mais signe une belle performance le lendemain. Accompagnant Roger Hassenforder dans l'échappée victorieuse à Perpignan, François Mahé remonte au troisième rang du classement général, ce qui permet à l'équipe de France d'occuper les trois places du podium. L'équipe de France poursuit ses bons résultats en Espagne grâce à un nouveau succès de René Privat à Barcelone, puis à la victoire de Jacques Anquetil dans le contre-la-montre disputé sur le circuit de Montjuich.

### 14 juillet - 16 juillet: la traversée des Pyrénées
La mécanique Anquetil s'enraye dans les Pyrénées. À la peine dans le Portet d'Aspet, le Normand est au bord de la rupture, vingt-quatre heures plus tard, dans l'Aubisque. Il vacille à 1,5 km du sommet mais ne rompt pas. « C'est là, dans la difficulté, sur l'Aubisque, qu'il a gagné le Tour. Jacques, croyez-moi, en gagnera d'autres » avait alors commenté, le sélectionneur Marcel Bidot. À Pau, Gastone Nencini remporte sa deuxième étape montagneuse devant le Français Georges Gay, le Belge Marcel Janssens, l'Espagnol Jesus Lorono et le Français Jean Dotto. Jacques Anquetil, neuvième à 2'38, conserve son maillot jaune.

### 17 juillet - 20 juillet: la remontée vers Paris et la victoire de Jacques Anquetil

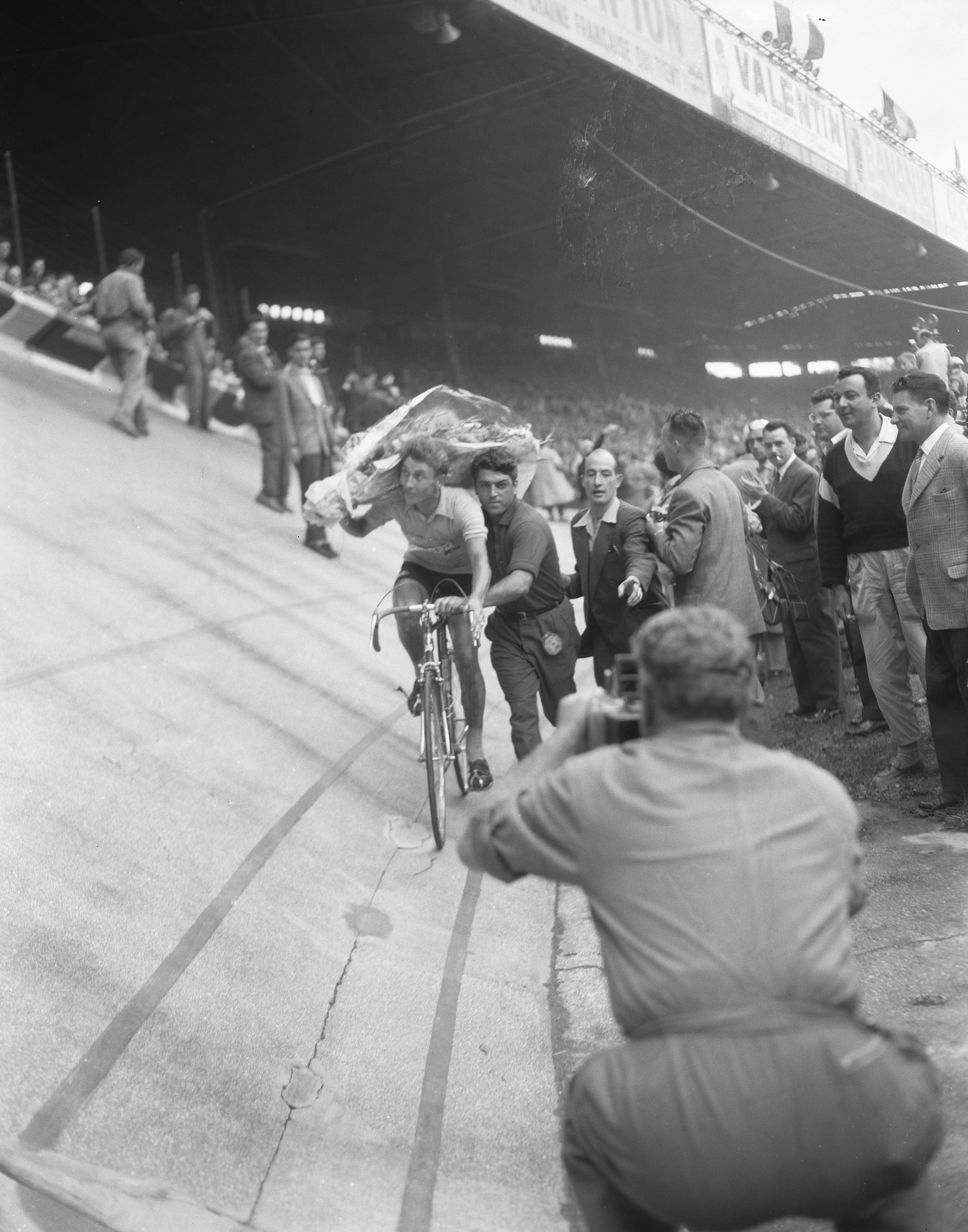
Jacques Anquetil au Parc des Princes.

Les dernières étapes avant l'arrivée au Parc des Princes à Paris mettent à l'honneur Jacques Anquetil et André Darrigade. Anquetil écrase le contre-la-montre de 66 km entre Bordeaux et Libourne. Il devance l'Italien Nino Defilippis de 2'11 et le Néerlandais Wim Van Est de 2'56. Quant à Darrigade, il bat au sprint à deux reprises l'Italien Arrigo Padovan à Tours et lors de la dernière étape à Paris. Anquetil remporte donc son premier Tour de France à 23 ans, avec près de 15 minutes d'avance sur le Belge Marcel Janssens. Ce Tour 1957 est aussi un triomphe pour l'équipe de France, lauréate de 13 étapes. Enfin, Jean Forestier qui a râté de peu le podium, remporte le classement par point sans avoir décroché une seule étape.

## Étapes
Les coureurs de l'équipe de France remportent 13 étapes au total. Vainqueur du classement général, Jacques Anquetil s'impose quatre fois.
| Étape,        | Date             | Villes étapes                    |                              | Distance (km)         | Vainqueur d’étape     | Leader du classement général |
| ------------- | ---------------- | -------------------------------- | ---------------------------- | --------------------- | --------------------- | ---------------------------- |
| 1re étape     | jeu. 27 juin     | Nantes – Granville               | Étape de plaine              | 204                   | André Darrigade       | André Darrigade              |
| 2e étape      | ven. 28 juin     | Granville – Caen                 | Étape de plaine              | 226                   | René Privat           | René Privat                  |
| 3e étape (a)  | sam. 29 juin     | Caen - Circuit de la Prairie     | Contre-la-montre par équipes | 15                    | France                | René Privat                  |
| 3e étape (b)  | sam. 29 juin     | Caen – Rouen                     | Étape de plaine              | 134                   | Jacques Anquetil      | René Privat                  |
| 4e étape      | dim. 30 juin     | Rouen – Roubaix                  | Étape de plaine              | 232                   | Marcel Janssens       | René Privat                  |
| 5e étape      | lun. 1er juillet | Roubaix – Charleroi (BEL)        | Étape de plaine              | 170                   | Gilbert Bauvin        | Jacques Anquetil             |
| 6e étape      | mar. 2 juillet   | Charleroi (BEL) – Metz           | Étape de plaine              | 248                   | André Trochut         | Jacques Anquetil             |
| 7e étape      | mer. 3 juillet   | Metz – Colmar                    | Étape de montagne            | 223                   | Roger Hassenforder    | Nicolas Barone               |
| 8e étape      | jeu. 4 juillet   | Colmar – Besançon                | Étape de plaine              | 192                   | Pierino Baffi         | Jean Forestier               |
| 9e étape      | ven. 5 juillet   | Besançon – Thonon-les-Bains      | Étape de plaine              | 188                   | Jacques Anquetil      | Jean Forestier               |
|               | sam. 6 juillet   | Thonon-les-Bains                 | Jour de repos                | Journée de repos no 1 | Journée de repos no 1 | Journée de repos no 1        |
| 10e étape     | dim. 7 juillet   | Thonon-les-Bains – Briançon      | Étape de montagne            | 247                   | Gastone Nencini       | Jacques Anquetil             |
| 11e étape     | lun. 8 juillet   | Briançon – Cannes                | Étape de montagne            | 267                   | René Privat           | Jacques Anquetil             |
| 12e étape     | mar. 9 juillet   | Cannes – Marseille               | Étape de montagne            | 239                   | Jean Stablinski       | Jacques Anquetil             |
| 13e étape     | mer. 10 juillet  | Marseille – Alès                 | Étape de plaine              | 160                   | Nino Defilippis       | Jacques Anquetil             |
| 14e étape     | jeu. 11 juillet  | Alès – Perpignan                 | Étape de plaine              | 246                   | Roger Hassenforder    | Jacques Anquetil             |
| 15e étape (a) | ven. 12 juillet  | Perpignan – Barcelone (ESP)      | Étape de plaine              | 197                   | René Privat           | Jacques Anquetil             |
| 15e étape (b) | ven. 12 juillet  | Circuit de Montjuïc (ESP)        | Contre-la-montre individuel  | 9,8                   | Jacques Anquetil      | Jacques Anquetil             |
|               | sam. 13 juillet  | Barcelone (ESP)                  | Jour de repos                | Journée de repos no 2 | Journée de repos no 2 | Journée de repos no 2        |
| 16e étape     | dim. 14 juillet  | Barcelone (ESP) – Ax-les-Thermes | Étape de montagne            | 220                   | Jean Bourlès          | Jacques Anquetil             |
| 17e étape     | lun. 15 juillet  | Ax-les-Thermes – Saint-Gaudens   | Étape de montagne            | 236                   | Nino Defilippis       | Jacques Anquetil             |
| 18e étape     | mar. 16 juillet  | Saint-Gaudens – Pau              | Étape de montagne            | 207                   | Gastone Nencini       | Jacques Anquetil             |
| 19e étape     | mer. 17 juillet  | Pau – Bordeaux                   | Étape de plaine              | 194                   | Pierino Baffi         | Jacques Anquetil             |
| 20e étape     | jeu. 18 juillet  | Bordeaux – Libourne              | Contre-la-montre individuel  | 66                    | Jacques Anquetil      | Jacques Anquetil             |
| 21e étape     | ven. 19 juillet  | Libourne – Tours                 | Étape de plaine              | 317                   | André Darrigade       | Jacques Anquetil             |
| 22e étape     | sam. 20 juillet  | Tours – Paris - Parc des Princes | Étape de plaine              | 227                   | André Darrigade       | Jacques Anquetil             |

## Classements

### Classement général final
| Classement général | Classement général           | Classement général | Classement général | Classement général   |
|                    | Coureur                      | Pays               | Équipe             | Temps                |
| ------------------ | ---------------------------- | ------------------ | ------------------ | -------------------- |
| 1er                | Jacques Anquetil             | France             | France             | en 135 h 44 min 42 s |
| 2e                 | Marcel Janssens              | Belgique           | Belgique           | + 14 min 56 s        |
| 3e                 | Adolf Christian              | Autriche           | Suisse             | + 17 min 20 s        |
| 4e                 | Jean Forestier               | France             | France             | + 18 min 2 s         |
| 5e                 | Jesús Loroño                 | Espagne            | Espagne            | + 20 min 17 s        |
| 6e                 | Gastone Nencini              | Italie             | Italie             | + 26 min 3 s         |
| 7e                 | Nino Defilippis              | Italie             | Italie             | + 27 min 57 s        |
| 8e                 | Wim Van Est                  | Pays-Bas           | Pays-Bas           | + 28 min 10 s        |
| 9e                 | Jan Adriaensens              | Belgique           | Belgique           | + 34 min 7 s         |
| 10e                | Jean Dotto                   | France             | Sud-Est            | + 36 min 31 s        |
| 11e                | François Mahé                | France             | France             | + 39 min 34 s        |
| 12e                | Marcel Rohrbach              | France             | Nord-Est - Centre  | + 42 min 58 s        |
| 13e                | Fernand Picot                | France             | Ouest              | + 48 min 26 s        |
| 14e                | Gilbert Bauvin               | France             | France             | + 54 min 48 s        |
| 15e                | Jean Bobet                   | France             | Île-de-France      | + 57 min 48 s        |
| 16e                | Jozef Planckaert             | Belgique           | Belgique           | + 58 min 52 s        |
| 17e                | Désiré Keteleer              | Belgique           | Belgique           | + 1 h 0 min 36 s     |
| 18e                | Joseph Thomin                | France             | Ouest              | + 1 h 14 min 38 s    |
| 19e                | Raymond Hoorelbeke           | France             | Île-de-France      | + 1 h 16 min 18 s    |
| 20e                | Arrigo Padovan               | Italie             | Italie             | + 1 h 23 min 17 s    |
| 21e                | Mario Tosato                 | Italie             | Italie             | + 1 h 26 min 50 s    |
| 22e                | Georges Gay                  | France             | Sud-Ouest          | + 1 h 29 min 11 s    |
| 23e                | Pierino Baffi                | Italie             | Italie             | + 1 h 31 min 12 s    |
| 24e                | Bernardo Ruiz                | Espagne            | Espagne            | + 1 h 32 min 55 s    |
| 25e                | José Manuel Ribeiro da Silva | Portugal           | Luxembourg / Mixte | + 1 h 33 min 28 s    |
| modifier           |                              |                    |                    |                      |

### Classements annexes finals
| Classement par points | Classement par points | Classement par points | Classement par points | Classement par points |
| --------------------- | --------------------- | --------------------- | --------------------- | --------------------- |
|                       | Coureur               | Pays                  | Équipe                | Point(s)              |
| 1er                   | Jean Forestier        | France                | France                | 301 points            |
| 2e                    | Wim Van Est           | Pays-Bas              | Pays-Bas              | 317 pts               |
| 3e                    | Adolf Christian       | Autriche              | Suisse                | 366 pts               |
| 4e                    | Joseph Thomin         | France                | Ouest                 | 402 pts               |
| 5e                    | Jacques Anquetil      | France                | France                | 405 pts               |
| 6e                    | Fernand Picot         | France                | Ouest                 | 418 pts               |
| 7e                    | Joseph Planckaert     | Belgique              | Belgique              | 445 pts               |
| 8e                    | Désiré Keteleer       | Belgique              | Belgique              | 460 pts               |
| 9e                    | Gastone Nencini       | Italie                | Italie                | 533 pts               |
| 10e                   | Gilbert Bauvin        | France                | France                | 573 pts               |
| modifier              |                       |                       |                       |                       |

| Classement du meilleur grimpeur | Classement du meilleur grimpeur | Classement du meilleur grimpeur | Classement du meilleur grimpeur | Classement du meilleur grimpeur |
| ------------------------------- | ------------------------------- | ------------------------------- | ------------------------------- | ------------------------------- |
|                                 | Coureur                         | Pays                            | Équipe                          | Point(s)                        |
| 1er                             | Gastone Nencini                 | Italie                          | Italie                          | 44 points                       |
| 2e                              | Louis Bergaud                   | France                          | France                          | 43 pts                          |
| 3e                              | Marcel Janssens                 | Belgique                        | Belgique                        | 32 pts                          |
| 4e                              | Jacques Anquetil Jesús Loroño   | France Espagne                  | France Espagne                  | 24 pts                          |
| 6e                              | Jan Adriaensens                 | Belgique                        | Belgique                        | 20 pts                          |
| 7e                              | Henri Anglade                   | France                          | Sud-Est                         | 18 pts                          |
| 8e                              | Marcel Queheille Jean Dotto     | France                          | Sud-Ouest Sud-Est               | 17 pts                          |
| 10e                             | Jean Stablinski Marcel Rohrbach | France                          | France Nord-Est - Centre        | 16 pts                          |
| modifier                        |                                 |                                 |                                 |                                 |

| Classement par équipes | Classement par équipes | Classement par équipes | Classement par équipes |
|                        | Équipe                 | Pays                   | Temps                  |
| ---------------------- | ---------------------- | ---------------------- | ---------------------- |
| 1re                    | France                 | France                 | en 405 h 59 min 8 s    |
| 2e                     | Italie                 | Italie                 | + 1 h 24 min 36 s      |
| 3e                     | Belgique               | Belgique               | + 2 h 24 min 36 s      |
| 4e                     | Pays-Bas               | Pays-Bas               | + 3 h 43 min 43 s      |
| 5e                     | Ouest                  | France                 | + 3 h 51 min 49 s      |
| 6e                     | Nord-Est - Centre      | France                 | + 4 h 38 min 43 s      |
| 7e                     | Île-de-France          | France                 | + 4 h 44 min 40 s      |
| 8e                     | Sud-Est                | France                 | + 4 h 57 min 50 s      |
| 9e                     | Sud-Ouest              | France                 | + 5 h 11 min 25 s      |
| 10e                    | Suisse                 | Suisse                 | + 5 h 28 min 32 s      |
| modifier               |                        |                        |                        |

| Classement de la combativité | Classement de la combativité | Classement de la combativité | Classement de la combativité | Classement de la combativité |
| ---------------------------- | ---------------------------- | ---------------------------- | ---------------------------- | ---------------------------- |
|                              | Coureur                      | Pays                         | Équipe                       | Point(s)                     |
| 1er                          | Nicolas Barone               | France                       | Île-de-France                | 218 points                   |
| 2e                           | Jacques Anquetil             | France                       | France                       | 161 pts                      |
| 3e                           | Marcel Janssens              | Belgique                     | Belgique                     | 126 pts                      |
| 4e                           | Pierre Ruby                  | France                       | Nord-Est - Centre            | 112 pts                      |
| 5e                           | Gastone Nencini              | Italie                       | Italie                       | 111 pts                      |
| 6e                           | Henry Anglade                | France                       | Sud-Est                      | 106 pts                      |
| 7e                           | Jean Stablinski              | France                       | France                       | 91 pts                       |
| 8e                           | Marcel Queheille             | France                       | Sud-Ouest                    | 80 pts                       |
| 9e                           | René Privat                  | France                       | France                       | 77 pts                       |
| 10e                          | Michel Stolker               | Pays-Bas                     | Pays-Bas                     | 70 pts                       |
| modifier                     |                              |                              |                              |                              |

### Évolution des classements
| Étape              | Vainqueur          | Classement général | Classement par points | Classement de la montagne | Classement par équipes | Classement de la combativité | Classement de la combativité |
| Étape              | Vainqueur          | Classement général | Classement par points | Classement de la montagne | Classement par équipes | Étape                        | Leader                       |
| ------------------ | ------------------ | ------------------ | --------------------- | ------------------------- | ---------------------- | ---------------------------- | ---------------------------- |
| 1                  | André Darrigade    | André Darrigade    | André Darrigade       | Non décerné               | France                 | Gastone Nencini              | Gastone Nencini              |
| 2                  | René Privat        | René Privat        | Joseph Thomin         | Non décerné               | France                 | René Privat                  | René Privat                  |
| 3a                 | France             | René Privat        | Joseph Thomin         | Non décerné               | France                 | Roger Walkowiak              | René Privat                  |
| 3b                 | Jacques Anquetil   | René Privat        | Joseph Thomin         | Non décerné               | France                 | Roger Walkowiak              | René Privat                  |
| 4                  | Marcel Janssens    | René Privat        | Stanislas Bober       | Non décerné               | France                 | Marcel Janssens              | René Privat                  |
| 5                  | Gilbert Bauvin     | Jacques Anquetil   | Joseph Thomin         | Daan de Groot             | France                 | Jacques Anquetil             | René Privat                  |
| 6                  | André Trochut      | Jacques Anquetil   | Joseph Thomin         | Daan de Groot             | France                 | André Trochut                | André Trochut                |
| 7                  | Roger Hassenforder | Nicolas Barone     | Joseph Thomin         | Louis Bergaud             | France                 | Nicolas Barone               | André Trochut                |
| 8                  | Pierino Baffi      | Jean Forestier     | Joseph Thomin         | Louis Bergaud             | France                 | Mario Bertolo                | André Trochut                |
| 9                  | Jacques Anquetil   | Jean Forestier     | Joseph Thomin         | Louis Bergaud             | France                 | Jacques Anquetil             | Jacques Anquetil             |
| 10                 | Gastone Nencini    | Jacques Anquetil   | Joseph Thomin         | Gastone Nencini           | France                 | Marcel Janssens              | Jacques Anquetil             |
| 11                 | René Privat        | Jacques Anquetil   | Joseph Thomin         | Gastone Nencini           | France                 | Nello Lauredi                | Jacques Anquetil             |
| 12                 | Jean Stablinski    | Jacques Anquetil   | Joseph Thomin         | Louis Bergaud             | France                 | Henry Anglade                | Jacques Anquetil             |
| 13                 | Nino Defilippis    | Jacques Anquetil   | Joseph Thomin         | Louis Bergaud             | France                 | Nicolas Barone               | Nicolas Barone               |
| 14                 | Roger Hassenforder | Jacques Anquetil   | Joseph Thomin         | Louis Bergaud             | France                 | Pierre Ruby                  | Nicolas Barone               |
| 15a                | René Privat        | Jacques Anquetil   | Joseph Thomin         | Louis Bergaud             | France                 | Bernardo Ruiz                | Nicolas Barone               |
| 15b                | Jacques Anquetil   | Jacques Anquetil   | Joseph Thomin         | Louis Bergaud             | France                 | Bernardo Ruiz                | Nicolas Barone               |
| 16                 | Jean Bourlès       | Jacques Anquetil   | Wim van Est           | Louis Bergaud             | France                 | Marcel Queheille             | Nicolas Barone               |
| 17                 | Nino Defilippis    | Jacques Anquetil   | Jean Forestier        | Louis Bergaud             | France                 | Michel Stolker               | Nicolas Barone               |
| 18                 | Gastone Nencini    | Jacques Anquetil   | Jean Forestier        | Gastone Nencini           | France                 | José Manuel Ribeiro da Silva | Nicolas Barone               |
| 19                 | Pierino Baffi      | Jacques Anquetil   | Jean Forestier        | Gastone Nencini           | France                 | Pierino Baffi                | Nicolas Barone               |
| 20                 | Jacques Anquetil   | Jacques Anquetil   | Jean Forestier        | Gastone Nencini           | France                 | Jacques Anquetil             | Jacques Anquetil             |
| 21                 | André Darrigade    | Jacques Anquetil   | Jean Forestier        | Gastone Nencini           | France                 | Henry Anglade                | Jacques Anquetil             |
| 22                 | André Darrigade    | Jacques Anquetil   | Jean Forestier        | Gastone Nencini           | France                 | Nicolas Barone               | Nicolas Barone               |
| Classements finals | Classements finals | Jacques Anquetil   | Jean Forestier        | Gastone Nencini           | France                 | Nicolas Barone               | Nicolas Barone               |

## Liste des coureurs
La liste ci-dessous présente les coureurs inscrits par numéro de dossard.
| Légende | Légende                                                                    | Légende | Légende                                                    |
| ------- | -------------------------------------------------------------------------- | ------- | ---------------------------------------------------------- |
| Num     | Dossard de départ porté par le coureur sur ce Tour                         | Pos     | Position à l'arrivée de la course                          |
|         | Indique un maillot de champion national ou mondial, suivi de sa spécialité | NP      | Indique un coureur qui n'a pas pris le départ de la course |
| AB      | Indique un coureur qui n'a pas terminé la course                           | HD      | Indique un coureur qui a terminé la course hors des délais |

| France                           | France                 | France |
| -------------------------------- | ---------------------- | ------ |
| Num                              | Coureur                | Pos    |
| 1                                | Roger Walkowiak (FRA)  | AB-18  |
| 2                                | Jacques Anquetil (FRA) | 1er    |
| 3                                | Gilbert Bauvin (FRA)   | 14e    |
| 4                                | Louis Bergaud (FRA)    | 26e    |
| 5                                | Albert Bouvet (FRA)    | 50e    |
| 6                                | André Darrigade (FRA)  | 27e    |
| 7                                | Jean Forestier (FRA)   | 4e     |
| 8                                | François Mahé (FRA)    | 11e    |
| 9                                | René Privat (FRA)      | 31e    |
| 10                               | Jean Stablinski (FRA)  | 43e    |
| Directeur sportif : Marcel Bidot |                        |        |

| Belgique                         | Belgique                   | Belgique |
| -------------------------------- | -------------------------- | -------- |
| Num                              | Coureur                    | Pos      |
| 11                               | Jan Adriaensens (BEL)      | 9e       |
| 12                               | Pino Cerami (BEL)          | 35e      |
| 13                               | Alex Close (BEL)           | AB-2     |
| 14                               | Alfred De Bruyne (BEL)     | AB-10    |
| 15                               | Marcel Janssens (BEL)      | 2e       |
| 16                               | Norbert Kerckhove (BEL)    | AB-3b    |
| 17                               | Désiré Keteleer (BEL)      | 17e      |
| 18                               | Jozef Planckaert (BEL)     | 16e      |
| 19                               | Frans Schoubben (BEL)      | AB-2     |
| 20                               | Martin Van Geneugden (BEL) | AB-6     |
| Directeur sportif : Sylvère Maes |                            |          |

| Italie                            | Italie                    | Italie |
| --------------------------------- | ------------------------- | ------ |
| Num                               | Coureur                   | Pos    |
| 21                                | Giancarlo Astrua (ITA)    | AB-11  |
| 22                                | Pierino Baffi (ITA)       | 23e    |
| 23                                | Mario Baroni (ITA)        | 53e    |
| 24                                | Nino Defilippis (ITA)     | 7e     |
| 25                                | Gianni Ferlenghi (ITA)    | AB-3b  |
| 26                                | Gastone Nencini (ITA)     | 6e     |
| 27                                | Arrigo Padovan (ITA)      | 20e    |
| 28                                | Giuseppe Pintarelli (ITA) | AB-13  |
| 29                                | Bruno Tognaccini (ITA)    | AB-12  |
| 30                                | Mario Tosato (ITA)        | 21e    |
| Directeur sportif : Alfredo Binda |                           |        |

| Pays-Bas                            | Pays-Bas                | Pays-Bas |
| ----------------------------------- | ----------------------- | -------- |
| Num                                 | Coureur                 | Pos      |
| 31                                  | Daan de Groot (NED)     | AB-8     |
| 32                                  | Piet de Jongh (NED)     | 33e      |
| 33                                  | Jaap Kersten (NED)      | 45e      |
| 34                                  | Mies Stolker (NED)      | 44e      |
| 35                                  | Leo van der Pluym (NED) | AB-3b    |
| 36                                  | Wim van Est (NED)       | 8e       |
| 37                                  | Piet van Est (NED)      | 32e      |
| 38                                  | Gerrit Voorting (NED)   | 29e      |
| 39                                  | Arie van Wetten (NED)   | AB-2     |
| 40                                  | Wout Wagtmans (NED)     | AB-4     |
| Directeur sportif : Kees Pellenaars |                         |          |

| Espagne                              | Espagne                   | Espagne |
| ------------------------------------ | ------------------------- | ------- |
| Num                                  | Coureur                   | Pos     |
| 41                                   | Benigno Aspuru (ESP)      | AB-12   |
| 42                                   | Federico Bahamontes (ESP) | AB-9    |
| 43                                   | Antonio Barrutia (ESP)    | AB-5    |
| 44                                   | Antonio Ferraz (ESP)      | AB-21   |
| 45                                   | Jesús Loroño (ESP)        | 5e      |
| 46                                   | Carmelo Morales (ESP)     | 54e     |
| 47                                   | Miguel Poblet (ESP)       | AB-4    |
| 48                                   | Bernardo Ruiz (ESP)       | 24e     |
| 49                                   | Antonio Suárez (ESP)      | AB-9    |
| 50                                   | Andrés Trobat (ESP)       | AB-4    |
| Directeur sportif : Luis Puig Esteve |                           |         |

| Luxembourg / Mixte                 | Luxembourg / Mixte                 | Luxembourg / Mixte |
| ---------------------------------- | ---------------------------------- | ------------------ |
| Num                                | Coureur                            | Pos                |
| 51                                 | Alves Barbosa (POR)                | AB-17              |
| 52                                 | Aldo Bolzan (ITA)                  | AB-4               |
| 53                                 | José Manuel Ribeiro da Silva (POR) | 25e                |
| 54                                 | Marcel Ernzer (LUX)                | AB-2               |
| 55                                 | Lothar Friedrich (RFA)             | AB-13              |
| 56                                 | Charly Gaul (LUX)                  | AB-2               |
| 57                                 | Willy Kemp (LUX)                   | AB-2               |
| 58                                 | Nicolas Morn (LUX)                 | AB-2               |
| 59                                 | Brian Robinson (GBR)               | AB-5               |
| 60                                 | Jean-Pierre Schmitz (LUX)          | AB-4               |
| Directeur sportif : Nicolas Frantz |                                    |                    |

| Suisse                          | Suisse                  | Suisse |
| ------------------------------- | ----------------------- | ------ |
| Num                             | Coureur                 | Pos    |
| 61                              | Marcel Senn (SUI)       | AB-4   |
| 62                              | Adolf Christian (AUT)   | 3e     |
| 63                              | Carlo Clerici (SUI)     | AB-11  |
| 64                              | Walter Favre (SUI)      | 51e    |
| 65                              | Rolf Graf (SUI)         | AB-7   |
| 66                              | Hans Hollenstein (SUI)  | AB-4   |
| 67                              | Walter Holenweger (SUI) | 49e    |
| 68                              | Tony Graeser (SUI)      | 55e    |
| 69                              | Max Schellenberg (SUI)  | AB-21  |
| 70                              | Alcide Vaucher (SUI)    | AB-2   |
| Directeur sportif : Alex Burtin |                         |        |

| Ouest                             | Ouest                  | Ouest |
| --------------------------------- | ---------------------- | ----- |
| Num                               | Coureur                | Pos   |
| 71                                | Pierre Barbotin (FRA)  | HD-1  |
| 72                                | Jean Bourlès (FRA)     | 36e   |
| 73                                | Marcel Carfentan (FRA) | HD-1  |
| 74                                | Joseph Groussard (FRA) | 42e   |
| 75                                | Claude Le Ber (FRA)    | HD-1  |
| 76                                | Joseph Morvan (FRA)    | AB-9  |
| 77                                | Fernand Picot (FRA)    | 13e   |
| 78                                | Francis Pipelin (FRA)  | 46e   |
| 79                                | Pierre Poulingue (FRA) | 48e   |
| 80                                | Joseph Thomin (FRA)    | 18e   |
| Directeur sportif : Paul Le Drogo |                        |       |

| Sud-Est                              | Sud-Est                 | Sud-Est |
| ------------------------------------ | ----------------------- | ------- |
| Num                                  | Coureur                 | Pos     |
| 81                                   | Francis Siguenza (FRA)  | 52e     |
| 82                                   | Henry Anglade (FRA)     | 28e     |
| 83                                   | Manuel Busto (FRA)      | AB-15a  |
| 84                                   | Charles Coste (FRA)     | AB-4    |
| 85                                   | Jean Dotto (FRA)        | 10e     |
| 86                                   | Raymond Elena (FRA)     | AB-2    |
| 87                                   | Lucien René Faure (FRA) | AB-3b   |
| 88                                   | Nello Lauredi (FRA)     | AB-16   |
| 89                                   | Raymond Meyzenq (FRA)   | AB-2    |
| 90                                   | Roger Chaussabel (FRA)  | 47e     |
| Directeur sportif : Marius Guiramand |                         |         |

| Nord-Est - Centre                     | Nord-Est - Centre         | Nord-Est - Centre |
| ------------------------------------- | ------------------------- | ----------------- |
| Num                                   | Coureur                   | Pos               |
| 91                                    | Jean-Claude Annaert (FRA) | AB-6              |
| 92                                    | Ugo Anzile (FRA)          | AB-8              |
| 93                                    | Mario Bertolo (FRA)       | AB-18             |
| 94                                    | Max Cohen (FRA)           | AB-16             |
| 95                                    | Ferdinand Devèze (FRA)    | AB-2              |
| 96                                    | Jean Graczyk (FRA)        | AB-6              |
| 97                                    | Roger Hassenforder (FRA)  | AB-17             |
| 98                                    | Marcel Rohrbach (FRA)     | 12e               |
| 99                                    | Antonin Rolland (FRA)     | 39e               |
| 100                                   | Pierre Ruby (FRA)         | 41e               |
| Directeur sportif : Sauveur Ducazeaux |                           |                   |

| Sud-Ouest                     | Sud-Ouest              | Sud-Ouest |
| ----------------------------- | ---------------------- | --------- |
| Num                           | Coureur                | Pos       |
| 101                           | Jacques Bianco (FRA)   | AB-10     |
| 102                           | Claude Colette (FRA)   | AB-4      |
| 103                           | André Dupré (FRA)      | 37e       |
| 104                           | Georges Gay (FRA)      | 22e       |
| 105                           | Robert Gibanel (FRA)   | AB-6      |
| 106                           | Valentin Huot (FRA)    | AB-12     |
| 107                           | Maurice Lampre (FRA)   | 38e       |
| 108                           | Marcel Queheille (FRA) | 30e       |
| 109                           | Tino Sabbadini (FRA)   | AB-17     |
| 110                           | André Trochut (FRA)    | AB-13     |
| Directeur sportif : Paul Maye |                        |           |

| Île-de-France                   | Île-de-France            | Île-de-France |
| ------------------------------- | ------------------------ | ------------- |
| Num                             | Coureur                  | Pos           |
| 111                             | Nicolas Barone (FRA)     | 40e           |
| 112                             | Jean Bellay (FRA)        | AB-4          |
| 113                             | Guy Buchaille (FRA)      | AB-4          |
| 114                             | Stanislas Bober (FRA)    | AB-16         |
| 115                             | Jean Bobet (FRA)         | 15e           |
| 116                             | René Fournier (FRA)      | AB-4          |
| 117                             | Raymond Hoorelbeke (FRA) | 19e           |
| 118                             | André Le Dissez (FRA)    | 34e           |
| 119                             | Raymond Plaza (FRA)      | AB-3b         |
| 120                             | Guy Million (FRA)        | 56e           |
| Directeur sportif : Jean Mazier |                          |               |